# Борис Тричков
Борис Цветков Тричков е български композитор и музикален педагог, автор на множество детски песни.
Роден в Трън, средното си образование Тричков получава в педагогическото училище в град Кюстендил. За кратко работи като начален учител, след което започва да следва Софийски университет, специалности философия и педагогика. Дипломира се през 1910 година. От завършването си до 1920 година Борис Тричков преподава в различни гимназии и в педагогическите институти в Русе и София. Наред с учителската дейност, ръководи и певчески хорове. През 1920 – 1921 година води летни курсове по методика на училищното пеене към Държавната музикална академия.
Без да има специализирано музикално образование, още от ученическите си години Тричков свири на флейта, цигулка и китара, а по-късно – на пиано и хармониум. От 1905 година разработва своя система за музикално ограмотяване в общообразователните училища, известна като „Стълбицата“. През 1923 година публикува първото ѝ издание от 165 страници и демонстрира успехите на обучени по системата му деца в предучилищна възраст, някои от които все още неграмотни. През 1924 – 1925 година Министерството на народното просвещение командирова Тричков в Германия за обмяна на опит.
След завръщането си той продължава още по-усилено да разработва музикалнопедагогическата си система: организира по нея курсове за начални учители и оформя второ издание от 566 страници, издадено в София през 1940 година. „Стълбицата“ е в основата и на музикално-педагогическия метод „Развитие на музикалния интелект у децата“ на руския музикален педагог Валерий Брайнин.
Борис Тричков е автор на голям брой песни за деца. Най-често те са с ясна мелодия и елементарна |хармонична структура, написани върху текстове с дидактичен характер. Сред по-известните негови песни е „Лястовичка“ по текст на Ран Босилек.
Тричков е и съставител на музикални помагала, нотни букварчета, сборници с песни и учебници. През 1921 година в Русе редактира списанията „Юноша“ и „Нов път“. През 1928 година редактира списанието „Музикална основа“, а от 1931 до 1941 година – списание „Музикално възпитание“. През 1933 година издава детски музикален лист „Звънче“.